# 3 de 7 amb l'agulla
El 3 de 7 amb l'agulla, també anomenat 3 de 7 amb el pilar al mig, és un castell de 7 pisos d'alçada i 3 castellers per pis, que en descarregar-se deixa al descobert un pilar de 5. L'estructura d'aquest castell és més oberta que la d'un 3 de 7 per tal que el pilar tingui espai al seu interior. Una vegada l'enxaneta fa l'aleta al 3 i comença a baixar del castell, l'acotxador entra al pilar com a enxaneta. Com la resta de castells amb l'agulla, només es considera carregat quan el pilar complet resta sobre la pinya, és a dir, quan els segons de l'estructura del 3 ja s'han deixat anar de braços i comencen a baixar.

## Història
L'any 1996 els Castellers de Vilafranca van fer el 3 de 7 amb agulla als Països Baixos, agafant la idea dels Falcons, i algunes colles els van imitar. L'any 1997 aquest castell, en aquell moment atípic, va permetre a la Colla Nova del Vendrell guanyar el I Concurs de castells Vila de Torredembarra.
L'estructura amb agulla és característica dels castells de 4, i s'ha popularitzat en estructures del 3 d'ençà el primer 3 de 8 amb l'agulla descarregat l'any 2006 pels Castellers de Vilafranca, i el posterior pas al 3 de 9 amb folre i l'agulla, carregat per primer cop a la història pels Minyons de Terrassa el 16 de novembre del 2008, i descarregat per primera vegada a la història pels Castellers de Vilafranca en la diada de Sant Ramon de l'any següent, el 31 d'agost de 2009.
La realització d'aquest castell de manera més o menys regular, tant de 7 com 8 pisos, va obrir la porta a afegir l'agulla a castells com el 5 de 7 i 5 de 8. Així, el 19 d'abril del 2008 els Castellers de Vilafranca van descarregar a la Bisbal del Penedès el 5 de 7 amb l'agulla, un nou castell mai vist fins aleshores. El també inèdit 5 de 8 amb l'agulla va ser carregat i descarregat per primera vegada pels Castellers de Vilafranca el 3 d'octubre del 2009 a la diada del Mercadal de Reus.

## Colles
Al 2023 hi havia 53 colles castelleres que havien assolit el 3 de 7 amb l'agulla, de les quals 51 l'havien descarregat i 2, els desapareguts Ganxets de Reus i els Xiquets de Cambrils, que només l'havien carregat. La taula següent mostra la data, diada i plaça en què les colles el carregaren i/o descarregaren per primera vegada en el segle XX o XXI:
| Núm. | Colla                                                 | Carregat               | Diada                                                    | Plaça                                                                 | Descarregat            | Diada                                                    | Plaça                                                                 |
| ---- | ----------------------------------------------------- | ---------------------- | -------------------------------------------------------- | --------------------------------------------------------------------- | ---------------------- | -------------------------------------------------------- | --------------------------------------------------------------------- |
| 1    | Castellers de Vilafranca                              | 18 d'agost de 1996     | Viatge de la colla                                       | Bree, Bèlgica                                                         | 18 d'agost de 1996     | Viatge de la colla                                       | Bree, Bèlgica                                                         |
| 2    | Xiquets de Reus                                       | 25 d'agost de 1996     | Festa Major de Sitges                                    | Sitges                                                                | 25 d'agost de 1996     | Festa Major de Sitges                                    | Sitges                                                                |
| 3    | Colla Vella dels Xiquets de Valls                     | 20 de juliol de 1997   | Diada castellera                                         | La Masó                                                               | 20 de juliol de 1997   | Diada castellera                                         | La Masó                                                               |
| 4    | Colla Nova del Vendrell                               | 19 d'octubre de 1997   | Concurs de Castells de Torredembarra                     | Torredembarra                                                         | 19 d'octubre de 1997   | Concurs de Castells de Torredembarra                     | Torredembarra                                                         |
| 5    | Xiquets de Cambrils                                   | 8 de desembre de 1998  | Diada de la colla                                        | Cambrils                                                              | No descarregat         | No descarregat                                           | No descarregat                                                        |
| 6    | Ganxets de Reus                                       | 6 de novembre de 1999  | Diada dels Ganxets de Reus                               | Reus                                                                  | No descarregat         | No descarregat                                           | No descarregat                                                        |
| 7    | Castellers de Sabadell                                | 14 de novembre de 1999 | VI Diada dels Saballuts                                  | Plaça de Sant Roc, Sabadell                                           | 14 de novembre de 1999 | VI Diada dels Saballuts                                  | Plaça de Sant Roc, Sabadell                                           |
| 8    | Sagals d'Osona                                        | 1 de juny de 2008      | Actuació castellera a Vic                                | Vic                                                                   | 1 de juny de 2008      | Actuació castellera a Vic                                | Vic                                                                   |
| 9    | Nens del Vendrell                                     | 31 d'agost de 2008     | Festa Major de Granollers                                | Plaça de la Porxada, Granollers                                       | 31 d'agost de 2008     | Festa Major de Granollers                                | Plaça de la Porxada, Granollers                                       |
| 10   | Xiquets de Tarragona                                  | 18 d'octubre de 2008   | Diada Fi de temporada dels Xiquets de Tarragona          | Tarragona                                                             | 18 d'octubre de 2008   | Diada Fi de temporada dels Xiquets de Tarragona          | Tarragona                                                             |
| 11   | Castellers de Mallorca                                | 4 d'octubre de 2008    | I Diada Blava                                            | Plaça dels Sedassos, Tarragona                                        | 4 d'octubre de 2008    | I Diada Blava                                            | Plaça dels Sedassos, Tarragona                                        |
| 12   | Xics de Granollers                                    | 12 d'octubre de 2008   | Actuació castellera a Caldes de Montbui                  | Plaça Font del Lleó, Caldes de Montbui                                | 12 d'octubre de 2008   | Actuació castellera a Caldes de Montbui                  | Plaça Font del Lleó, Caldes de Montbui                                |
| 13   | Margeners de Guissona                                 | 18 d'octubre de 2008   | II Diada de final de temporada dels Xiquets de Tarragona | Plaça del Rei, Tarragona                                              | 18 d'octubre de 2008   | II Diada de final de temporada dels Xiquets de Tarragona | Plaça del Rei, Tarragona                                              |
| 14   | Colla Jove de Castellers de Sitges                    | 19 d'octubre de 2008   | XVI Diada dels Castellers de Sants                       | Plaça de Bonet i Muixí, Sants, Barcelona                              | 19 d'octubre de 2008   | XVI Diada dels Castellers de Sants                       | Plaça de Bonet i Muixí, Sants, Barcelona                              |
| 15   | Moixiganguers d'Igualada                              | 26 d'octubre de 2008   | XIV Diada dels Moixiganguers                             | Plaça de la Vila, Igualada                                            | 26 d'octubre de 2008   | XIV Diada dels Moixiganguers                             | Plaça de la Vila, Igualada                                            |
| 16   | Minyons de Terrassa                                   | 21 de març de 2009     | Mostra de la Diversitat Cultural                         | Recinte Firal, Terrassa                                               | 21 de març de 2009     | Mostra de la Diversitat Cultural                         | Recinte Firal, Terrassa                                               |
| 17   | Bordegassos de Vilanova                               | 26 d'abril de 2009     | XXXVI Aniversari dels Bordegassos                        | Plaça de la Vila, Vilanova i la Geltrú                                | 26 d'abril de 2009     | XXXVI Aniversari dels Bordegassos                        | Plaça de la Vila, Vilanova i la Geltrú                                |
| 18   | Colla Joves Xiquets de Valls                          | 12 de juliol de 2009   | Festes del barri de la Xamora                            | Valls                                                                 | 12 de juliol de 2009   | Festes del barri de la Xamora                            | Valls                                                                 |
| 19   | Capgrossos de Mataró                                  | 29 d'agost de 2009     | Festa Major de Sitges                                    | Sitges                                                                | 29 d'agost de 2009     | Festa Major de Sitges                                    | Sitges                                                                |
| 20   | Colla Jove Xiquets de Tarragona                       | 6 de setembre de 2009  | Festa Major de Guissona                                  | Guissona                                                              | 6 de setembre de 2009  | Festa Major de Guissona                                  | Guissona                                                              |
| 21   | Xicots de Vilafranca                                  | 19 de setembre de 2009 | Festa Major de Misericòrdia                              | Reus                                                                  | 19 de setembre de 2009 | Festa Major de Misericòrdia                              | Reus                                                                  |
| 22   | Castellers d'Esplugues                                | 20 de setembre de 2009 | Festa Major d'Esplugues de Llobregat                     | Esplugues de Llobregat                                                | 20 de setembre de 2009 | Festa Major d'Esplugues de Llobregat                     | Esplugues de Llobregat                                                |
| 23   | Colla Castellera de Sant Pere i Sant Pau              | 23 de setembre de 2009 | Diada de Santa Tecla                                     | Plaça de la Font, Tarragona                                           | 23 de setembre de 2009 | Diada de Santa Tecla                                     | Plaça de la Font, Tarragona                                           |
| 24   | Castellers de Badalona                                | 4 d'octubre de 2009    | VII Concurs de castells Vila de Torredembarra            | Plaça del Castell, Torredembarra                                      | 4 d'octubre de 2009    | VII Concurs de castells Vila de Torredembarra            | Plaça del Castell, Torredembarra                                      |
| 25   | Nois de la Torre                                      | 4 d'octubre de 2009    | VII Concurs de castells Vila de Torredembarra            | Plaça del Castell, Torredembarra                                      | 4 d'octubre de 2009    | VII Concurs de castells Vila de Torredembarra            | Plaça del Castell, Torredembarra                                      |
| 26   | Castellers de Cerdanyola                              | 4 d'octubre de 2009    | VII Concurs de castells Vila de Torredembarra            | Plaça del Castell, Torredembarra                                      | 4 d'octubre de 2009    | VII Concurs de castells Vila de Torredembarra            | Plaça del Castell, Torredembarra                                      |
| 27   | Minyons de l'Arboç                                    | 4 d'octubre de 2009    | VII Concurs de castells Vila de Torredembarra            | Plaça del Castell, Torredembarra                                      | 4 d'octubre de 2009    | VII Concurs de castells Vila de Torredembarra            | Plaça del Castell, Torredembarra                                      |
| 28   | Marrecs de Salt                                       | 18 d'octubre de 2009   | Festa Major de Manlleu                                   | Plaça Fra Bernadí, Manlleu                                            | 18 d'octubre de 2009   | Festa Major de Manlleu                                   | Plaça Fra Bernadí, Manlleu                                            |
| 29   | Castellers d'Esparreguera                             | 18 d'octubre de 2009   | Romeria a Montserrat                                     | Plaça de Santa Maria, Monestir de Montserrat, Monistrol de Montserrat | 18 d'octubre de 2009   | Romeria a Montserrat                                     | Plaça de Santa Maria, Monestir de Montserrat, Monistrol de Montserrat |
| 30   | Tirallongues de Manresa                               | 7 de novembre de 2009  | Vigília XVI Diada dels Tirallongues                      | Plaça de l'Om, Manresa                                                | 7 de novembre de 2009  | Vigília XVI Diada dels Tirallongues                      | Plaça de l'Om, Manresa                                                |
| 31   | Castellers de Sant Cugat                              | 15 de novembre de 2009 | XIII Diada dels Castellers de la Vila de Gràcia          | Plaça de la Vila de Gràcia, Barcelona                                 | 15 de novembre de 2009 | XIII Diada dels Castellers de la Vila de Gràcia          | Plaça de la Vila de Gràcia, Barcelona                                 |
| 32   | Castellers de la Vila de Gràcia                       | 25 d'abril de 2010     | Diada de Sant Jordi                                      | Sitges                                                                | 25 d'abril de 2010     | Diada de Sant Jordi                                      | Sitges                                                                |
| 33   | Castellers del Poble Sec                              | 30 de maig de 2010     | Inauguració del local dels Castellers del Poble Sec      | Passeig de Montjuic, Barcelona                                        | 30 de maig de 2010     | Inauguració del local dels Castellers del Poble Sec      | Passeig de Montjuic, Barcelona                                        |
| 34   | Castellers d'Altafulla                                | 19 de setembre de 2010 | Actuació castellera a El Vendrell                        | Plaça Vella, El Vendrell                                              | 19 de setembre de 2010 | Actuació castellera a El Vendrell                        | Plaça Vella, El Vendrell                                              |
| 35   | Castellers de Cornellà                                | 25 de setembre de 2010 | Festa Major del Prat de Llobregat                        | Plaça de la Vila, El Prat de Llobregat                                | 25 de setembre de 2010 | Festa Major del Prat de Llobregat                        | Plaça de la Vila, El Prat de Llobregat                                |
| 36   | Xiquets del Serrallo                                  | 3 d'octubre de 2010    | XXIII Concurs de castells de Tarragona                   | Tarraco Arena Plaça, Tarragona                                        | 3 d'octubre de 2010    | XXIII Concurs de castells de Tarragona                   | Tarraco Arena Plaça, Tarragona                                        |
| 37   | Castellers de la Sagrada Família                      | 1 de maig de 2011      | Festa Major de la Sagrada Família                        | Carrer de Mallorca, Sagrada Família, Barcelona                        | 1 de maig de 2011      | Festa Major de la Sagrada Família                        | Carrer de Mallorca, Sagrada Família, Barcelona                        |
| 38   | Colla Jove de l'Hospitalet                            | 2 d'octubre de 2011    | VIII Concurs de castells Vila de Torredembarra           | Plaça del Castell, Torredembarra                                      | 2 d'octubre de 2011    | VIII Concurs de castells Vila de Torredembarra           | Plaça del Castell, Torredembarra                                      |
| 39   | Al·lots de Llevant                                    | 8 d'octubre de 2011    | XIII Diada dels Al·lots de Llevant                       | Plaça de Sa Bassa, Manacor                                            | 8 d'octubre de 2011    | XIII Diada dels Al·lots de Llevant                       | Plaça de Sa Bassa, Manacor                                            |
| 40   | Colla Castellera de Figueres                          | 6 de novembre de 2011  | XIV Diada de la Colla Castellera de Figueres             | Plaça de la Vila, Figueres                                            | 6 de novembre de 2011  | XIV Diada de la Colla Castellera de Figueres             | Plaça de la Vila, Figueres                                            |
| 41   | Colla Castellera Jove de Barcelona                    | 21 de juliol de 2012   | Diada d'estiu de la Jove de Barcelona                    | Plaça del Rei, Barcelona                                              | 21 de juliol de 2012   | Diada d'estiu de la Jove de Barcelona                    | Plaça del Rei, Barcelona                                              |
| 42   | Salats de Súria                                       | 3 de novembre de 2012  | V Diada dels Salats de Súria                             | Plaça Major, Súria                                                    | 3 de novembre de 2012  | V Diada dels Salats de Súria                             | Plaça Major, Súria                                                    |
| 43   | Castellers de Barcelona                               | 29 de setembre de 2013 | Actuació a Anvers                                        | Anvers, Bèlgica                                                       | 29 de setembre de 2013 | Actuació a Anvers                                        | Anvers, Bèlgica                                                       |
| 44   | Castellers de Caldes de Montbui                       | 10 de novembre de 2013 | Diada dels Castellers de Caldes de Montbui               | Plaça de l'Església, Caldes de Montbui                                | 10 de novembre de 2013 | Diada dels Castellers de Caldes de Montbui               | Plaça de l'Església, Caldes de Montbui                                |
| 45   | Colla Jove Xiquets de Vilafranca                      | 31 d'agost de 2014     | Diada de Sant Ramon                                      | Plaça de la Vila, Vilafranca del Penedès                              | 31 d'agost de 2014     | Diada de Sant Ramon                                      | Plaça de la Vila, Vilafranca del Penedès                              |
| 46   | Castellers de Berga                                   | 1 de novembre de 2014  | VII Diada dels Salats de Súria                           | Plaça Major, Súria                                                    | 1 de novembre de 2014  | VII Diada dels Salats de Súria                           | Plaça Major, Súria                                                    |
| 47   | Castellers de Sant Vicenç dels Horts                  | 24 de maig de 2015     | II Aniversari dels Castellers de Sant Vicenç dels Horts  | Sant Vicenç dels Horts                                                | 24 de maig de 2015     | II Aniversari dels Castellers de Sant Vicenç dels Horts  | Sant Vicenç dels Horts                                                |
| 48   | Matossers de Molins de Rei                            | 12 de juliol de 2015   | Festa Major de Pallejà                                   | Plaça del Castell, Pallejà                                            | 12 de juliol de 2015   | Festa Major de Pallejà                                   | Plaça del Castell, Pallejà                                            |
| 49   | Castellers de Castelldefels                           | 8 de desembre de 2015  | Festa Major d'hivern de Castelldefels                    | Plaça de l'Església, Castelldefels                                    | 8 de desembre de 2015  | Festa Major d'hivern de Castelldefels                    | Plaça de l'Església, Castelldefels                                    |
| 50   | Colla Castellera de l'Alt Maresme i la Selva Marítima | 13 de novembre de 2016 | III Diada dels Castellers de l'Alt Maresme               | Plaça de l'Església, Calella                                          | 13 de novembre de 2016 | III Diada dels Castellers de l'Alt Maresme               | Plaça de l'Església, Calella                                          |
| 51   | Castellers del Riberal                                | 25 de juny de 2017     | Festa Major de Prada de Conflent                         | Prada                                                                 | 5 d'agost de 2017      | Festa Major de Millars                                   | Rue de la Fontaine, Millars                                           |
| 52   | Castellers de Mollet                                  | 16 de setembre de 2018 | XXXV Fira d'Artesans de Mollet del Vallès                | Plaça de l'Artesania, Mollet del Vallès                               | 16 de setembre de 2018 | XXXV Fira d'Artesans de Mollet del Vallès                | Plaça de l'Artesania, Mollet del Vallès                               |
| 53   | Castellers de Lleida                                  | 22 d'octubre de 2022   | XXX Diada de la Colla Jove de Castellers de Sitges       | Cap de la Vila, Sitges                                                | 22 d'octubre de 2022   | XXX Diada de la Colla Jove de Castellers de Sitges       | Cap de la Vila, Sitges                                                |